# Vandmasse
En vandmasse er en generel betegnelse for en betragtelig samling af vand et sted på en planets overflade. Betegnelsen anvendes normalt om have og søer, men kan også anvendes om mindre entiteter såsom en dam, et vådområde eller sågar en vandpyt (sidstnævnte dog sjældent). En vandmasse behøver ikke være stille eller afgrænset; floder, vandløb, kanaler og andre geografiske omstændigheder hvor vand bevæger sig fra et sted til et andet bliver også ofte betegnet som vandmasser. Den Danske Ordbog betegner en vandmasse som ganske enkelt en "stor mængde vand". Vandmasser, der kan navigeres i, kaldes vandveje.
Tyngdekraftens påvirkning af større vandmasser såsom verdenshavene er årsag til tidevandseffekten.